# Sylvan Lake, Alberta (sjö)
Sylvan Lake är en sjö i Kanada.   Den ligger i provinsen Alberta, i den centrala delen av landet, 2 900 km väster om huvudstaden Ottawa. Sylvan Lake ligger 933 meter över havet. Arean är 41 kvadratkilometer. Den sträcker sig 10,4 kilometer i nord-sydlig riktning, och 11,6 kilometer i öst-västlig riktning.
Följande samhällen ligger vid Sylvan Lake:
- Sylvan Lake (10 518 invånare)
- Norglenwold (232 invånare)
- Jarvis Bay (203 invånare)
- Birchcliff (112 invånare)

Runt Sylvan Lake är det mycket glesbefolkat, med 6 invånare per kvadratkilometer.